# فینال‌های بی‌ای‌ای ۱۹۴۸
فینال‌های بی‌ای‌ای ۱۹۴۸ سری بازی‌های مرحلهٔ قهرمانی برای تعیین قهرمان فصل ۴۸–۱۹۴۷ مسابقات اتحادیهٔ بسکتبال آمریکا (BAA) می‌باشد. تیم فیلادلفیا واریرز از بخش شرقی در برابر بالتیمور بولتز از بخش غربی قرار گرفت که فیلادلفیا از مزیت بازی‌های خانگی بیشتر برخوردار بود.
بالتیمور قهرمان منطقهٔ غربی نبود اما با پیروزی در بازی‌های حذفی چهار–تیمی که بین نائب قهرمان‌ها و تیم‌های سوم بخش‌های شرقی و غربی به انجام رسید، توانست به مرحلهٔ نهایی صعود کرد. در همین حال، قهرمان‌های بخش‌های شرقی و غربی، فیلادلفیا واریرز و سنت لوئیس بامبرز، یک سری طولانی و ماراتن گونه را برای تعیین دیگر تیم بازی نهایی برابر هم برگزار کردند، این سری به صورت بهترین از هفت به انجام رسید که فیلادلفیا با حساب ۴–۳ به برتری دست یافت. در بخش بازی تیم‌های نائب قهرمان و سوم، بالتیمور و شیکاگو از غرب ابتدا نیویورک و بوستون را از شرق حذف کردند و سپس در یک سری بهترین از سه (۲ برد از سه بازی) مقابل هم صف آرایی کردند. این شکل برگزاری مسابقات تنها دو بار در سال‌های ۱۹۴۷ و ۱۹۴۸ مورد استفاده قرار گرفت و قهرمان هر دو سال تیمی بود که از بازی‌های حذفی بین تیم‌های نائب قهرمان و سوم دو بخش شرق و غرب به رقابت پایانی راه یافته بود.
شش بازی سری نهایی در دوازده روز به انجام رسید، حداقل یک روز تعطیل به غیر از روز پیش از بازی تعیین شده بود و فاصلهٔ بین دو بازی این سری حداقل دو روز بود. پیش از این، تیم‌های فیلادلفیا و سنت لوئیس، قهرمان‌های فصل عادی دو منطقهٔ شرق و غرب، هفت بازی خود در سری نیمه‌نهایی را طی پانزده روز، از ۲۳ مارس تا ۶ آوریل، با حداقل یک روز استراحت پیش از هر بازی انجام دادند. در مجموع بازی‌های حذفی طی ۳۰ روز برگزار گردید.

## خلاصه سری
| بازی   | تاریخ    | تیم میزبان | نتیجه | تیم مهمان |
| ------ | -------- | ---------- | ----- | --------- |
| بازی ۱ | ۱۰ آوریل | فیلادلفیا  | ۶۰–۷۱ | بالتیمور  |
| بازی ۲ | ۱۳ آوریل | فیلادلفیا  | ۶۶–۶۳ | بالتیمور  |
| بازی ۳ | ۱۵ آوریل | بالتیمور   | ۷۰–۷۲ | فیلادلفیا |
| بازی ۴ | ۱۷ آوریل | بالتیمور   | ۷۵–۷۸ | فیلادلفیا |
| بازی ۵ | ۲۰ آوریل | فیلادلفیا  | ۸۲–۹۱ | بالتیمور  |
| بازی ۶ | ۲۱ آوریل | بالتیمور   | ۷۳–۸۸ | فیلادلفیا |

بولتز برندهٔ سری ۴–۲